# Angela Sommer-Bodenburg
Angela Sommer-Bodenburger (Reinbek, Schleswig-Holstein, 11de septiembre de 2001) es una escritora  alemana. Su gran éxito han sido las novelas infantiles de El pequeño vampiro de las que ha vendido más de diez millones de ejemplares.

## Biografía
Estudió educación, pedagogía y sociología en la Universidad de Hamburgo. Ejerció de maestra durante doce años, dedicándose finalmente a sus dos pasiones, la pintura y la literatura. Ha escrito más de cuarenta libros entre poesía y novela que han cautivado a niños y adultos por sus textos sencillos y temáticas de interés. Sus obras han sido adaptadas para el teatro, la radio, el cine y la televisión. 
En la actualidad vive en la localidad de Silver City (Nuevo México, Estados Unidos).

## Obras

### SerieEl pequeño vampiro(Der kleine Vampir)
1. El pequeño vampiro (Der kleine Vampir, 1979), trad. de José Miguel Rodríguez Clemente, ilustraciones de Amelie Glienke, Alfaguara.
2. El pequeño vampiro se cambia de casa (Der kleine Vampir zieht um, 1980), trad. de José Miguel Rodríguez Clemente, ilustraciones de Amelie Glienke, Alfaguara.
3. El pequeño vampiro se va de viaje (Der kleine Vampir verreist, 1982), trad. de José Miguel Rodríguez Clemente, ilustraciones de Amelie Glienke, Alfaguara.
4. El pequeño vampiro en la granja (Der kleine Vampir auf dem Bauernhof, 1983), trad. de José Miguel Rodríguez Clemente, ilustraciones de Amelie Glienke, Alfaguara.
5. El pequeño vampiro y el gran amor (Der kleine Vampir und die große Liebe, 1985), trad. de José Miguel Rodríguez Clemente, ilustraciones de Amelie Glienke, Alfaguara.
6. El pequeño vampiro en peligro (Der kleine Vampir in Gefahr, 1985), trad. de José Miguel Rodríguez Clemente, ilustraciones de Amelie Glienke, Alfaguara.
7. El pequeño vampiro y los visitantes (Der kleine Vampir im Jammertal, 1986), trad. de José Miguel Rodríguez Clemente, ilustraciones de Amelie Glienke, Alfaguara.
8. El pequeño vampiro lee (Der kleine Vampir liest vor, 1988), trad. de José Miguel Rodríguez Clemente, ilustraciones de Amelie Glienke, Alfaguara.
9. El pequeño vampiro y el paciente misterioso (Der kleine Vampir und der unheimliche Patient, 1989), trad. de José Miguel Rodríguez Clemente, ilustraciones de Magdalene Hanke-Basfeld, Alfaguara.
10. El pequeño vampiro en la boca del lobo (Der kleine Vampir in der Höhle des Löwen, 1989), trad. de José Miguel Rodríguez Clemente, ilustraciones de Magdalene Hanke-Basfeld, Alfaguara.
11. El pequeño vampiro y la guarida secreta (Der kleine Vampir und der Lichtapparat, 1989), trad. de José Miguel Rodríguez Clemente, ilustraciones de Magdalene Hanke-Basfeld, Alfaguara.
12. El pequeño vampiro y el enigma del ataúd (Der kleine Vampir und der rätselhafte Sarg, 1989), trad. de José Miguel Rodríguez Clemente, ilustraciones de Magdalene Hanke-Basfeld, Alfaguara.
13. El pequeño vampiro y la gran conspiración (Der kleine Vampir und die geheime Verschwörung, 1989), trad. de José Miguel Rodríguez Clemente, ilustraciones de Magdalene Hanke-Basfeld, Alfaguara.
14. El pequeño vampiro y la excursión a Fosavieja (Der kleine Vampir feiert Weihnachten, 1990), trad. de José Miguel Rodríguez Clemente, ilustraciones de Magdalene Hanke-Basfeld (Suat Yalaz en las primeras ediciones), Alfaguara.
15. El pequeño vampiro y la fiesta de Navidad (Der kleine Vampir und die Klassenfahrt, 1990), trad. de José Miguel Rodríguez Clemente, ilustraciones de Magdalene Hanke-Basfeld, Alfaguara.
16. El pequeño vampiro en el país del conde Drácula (Der kleine Vampir und Graf Dracula, 1993), trad. de José Miguel Rodríguez Clemente, ilustraciones de Magdalene Hanke-Basfeld (Suat Yalaz en las primeras ediciones), Alfaguara.
17. El pequeño vampiro baila que te mueres (Der kleine Vampir und die Tanzstunde, 2001), trad. de Frank Schleper, ilustraciones de Magdalene Hanke-Basfeld, Alfaguara.
18. El pequeño vampiro y su noche de cumpleaños (Der kleine Vampir hat Geburtstag, 2001), trad. de Frank Schleper, ilustraciones de Amelie Glienke, Alfaguara.
19. El pequeño vampiro y la noche del terror (Der kleine Vampir und die Gruselnacht, 2006), trad. de Amalia Bermejo, ilustraciones de Amelie Glienke, Alfaguara.
20. El noctario de Anna von Schlotterstein (Anna von Schlottersteins Nächtebuch, 2012), trad. de Noemí Risco Mateo, Llibres de l'Encobert (2020).
21. El pequeño vampiro y la gran pregunta (Der kleine Vampir und die letzte Verwandlung, 2008), no publicada en español.

### Otros libros
- El maestro de las sombras, Destino Juvenil.
- Los espíritus del pantano, trad. de José Miguel Rodríguez Clemente, ilustraciones de Reinhard Michl, Alfaguara, 1986.
- Si quieres pasar miedo, trad. de Luis Pastor, ilustraciones de Helga Spiess, Espasa, 1988.
- El mundo subterráneo, trad. de Herminia Dauer, ilustraciones de Magdalene Hanke-Basfeld, Plaza Joven, 1989.
- El diablillo que vino en la lluvia, trad. de Rosa Pilar Blanco, ilustraciones de Amelie Glienke, Alfaguara, 1991.
- Historias de miedo, trad. de Azucena Viloria Serrano, ilustraciones de Helga Spiess, Círculo de Lectores, 1996.
- Hanna, el pequeño ángel (Hanna, Gottes kleinster Engel 1995), trad. de José Miguel Rodríguez Clemente, ilustración de cubierta de God's Smallest Angel, Círculo de Lectores.

### Obras no traducidas
- Sarah bei den Wölfen,  Gedichte, 1979
- Ich lieb dich trotzdem immer, Gedichte, 1982.
- Wenn du dich gruseln willst, Bilderbuch mit Illustrationen von Helga Spieß, Otto Maier, Ravensburg 1984 und bei Rowohlt Taschenbuch Verlag, Reinbek bei Hamburg 1987.
- Die Moorgeister, 1986
- Coco geht zum Geburtstag, Bilderbuch mit Illustrationen von Agnès Mathieu, 1986
- Freu dich nicht zu früh, ich verlaß dich nie, Gedichte, mit Illustrationen von Anne Wilsdorf, 1987
- Möwen und Wölfe, Gedichte, 1987
- Die Unterirdischen - Ein Liebes-Märchen mit Illustrationen von Magdalene Hanke-Basfeld, 1988
- Julia bei den Lebenslichtern, Bilderbuch mit Illustrationen von Thé Tjong-Khing, 1989
- Florians gesammelte Gruselgeschichten mit Illustrationen von Helga Spieß, 1990
- Gerneklein, Bilderbuch mit Illustrationen von Imke Korth-Sander, 1990
- Mein allerliebster Teddybär, Gedichte mit Illustrationen von Brigitte Werner & Joachim Lange, 1991
- Schokolowski – Der Geburtstags-Trüffelhund (Bd. 1), 1991
- Schokolowski – Lustig ist das Hundeleben (Bd. 2), 1992
- Schokolowski – Vorsicht, Hundefänger (Bd. 3), 1992
- Schokolowski – König Leckermaul (Bd. 4), 1992
- Schokolowski – Hilfe, ein Baby! (Bd. 5), 1993
- Wenn die Füchse Kaffee kochen, Bilderbuch mit Illustrationen von Helga Spieß, 1993
- Von jenseits des großen Waldes mit Illustrationen von Helga Spieß, 1994
- Benjamin Biber, Bilderbuch mit Illustrationen von Imke Korth-Sander, 1994
- Der Fluch des Vampirs, 1998
- Das Haar der Berenice, 1998
- Das große Angela-Sommer-Bodenburg-Lesebuch, mit Illustrationen von Amelie Glienke, 2002
- Kasimir von Käsebleich (Bd 1), mit Illustrationen von Kathrin Treuber, 2002
- Kasimir von Käsebleich kommt in die Schule (Bd. 2) mit Illustrationen von Kathrin Treuber, 2002
- Kasimir von Käsebleich und der Ranzenmann (Bd. 3) mit Illustrationen von Kathrin Treuber, 2003
- Jeremy Golden und der Meister der Schatten, 2005
- Anna von Schlottersteins Nächtebuch, 2012

## Adaptaciones deEl pequeño vampiro
Series de televisión
- El pequeño vampiro (1985), una serie de 13 capítulos de producción Alemania y Canadá. La mayoría de los actores eran canadienses (el cantante Jim Gray, responsable del tema de la serie They can see in the dark, interpretaba a Lumpi), con la excepción de Gert Fröbe, que encarnó a Geiermeier en uno de sus últimos papeles.
- El pequeño vampiro (1993), serie de televisión de producción alemana, con Peter Lohmeyer como el padre de Anton y Dominique Horwitz como el cazavampiros Stöbermann.

Película
- El pequeño vampiro (2000), coproducción entre Alemania, Holanda y Estados Unidos. El film fue dirigido por Uli Edel y protagonizado por el joven actor estadounidense Jonathan Lipnicki en el papel de Anton, junto a Rollo Weeks (Rüdiger), Anna Popplewell (Anna) y Jim Carter (Geiermeier). Se trata de una película para toda la familia, libremente basada en los personajes del pequeño vampiro y sus av